# مختار: فصل قیام
مختار: فصل قیام یک بازی ایرانی محصول سال ۱۴۰۰ به تهیه کنندگی مهدی جعفری جوزانی می‌باشد. این بازی دومین قسمت از سه‌گانه سفیر عشق محسوب می‌شود که داستان مختار را طی دوره‌ای ۶ ساله روایت می‌کند. سبک بازی مختار: فصل قیام، اکشن-ماجراجویی و با زاویه دوربین سوم شخص بوده و شامل ۱۲ مرحله مختلف است که در طول سفر مختار ثقفی به مکه و آغاز قیام شکل می‌گیرد.
در حالی که به گفته سازندگان بازی قرار بود این بازی یک سه‌گانه باشد اما قسمت سوم به دلیل استقبال کم و انتقادات زیاد مردم ساخت آن لغو شد.

## روند بازی
مختار: فصل قیام برخلاف سفیر عشق، دارای مکان‌های متعددی بوده که از جملهٔ آن‌ها می‌توان به مکه، طائف، زندان کوفه، مسجد کوفه و همچنین منزل خود مختار هم اشاره کرد. نکته جالب این است که تمامی این لوکیشن‌ها بر اساس نقشه‌های دقیق تاریخی طراحی شده‌اند و الگوبرداری‌ها نیز با استفاده از عکس و فیلم‌های در دسترس صورت گرفته است. داستان بازی مختار فصل قیام از سلول‌های زندان ابن زیاد شروع شده و تا رسیدن مختار به مکه و آغاز قیامش ادامه خواهد داشت و چیزی نزدیک به ۶ ساعت گیم پلی اکشن را در اختیار بازیکن قرار می‌دهد.

## انتقادات
نقدهایی نسبت به باگ‌های بازی به ویژه در کات سین‌ها و سینماتیک‌ها به بازی شده است.